# Larry Bucshon

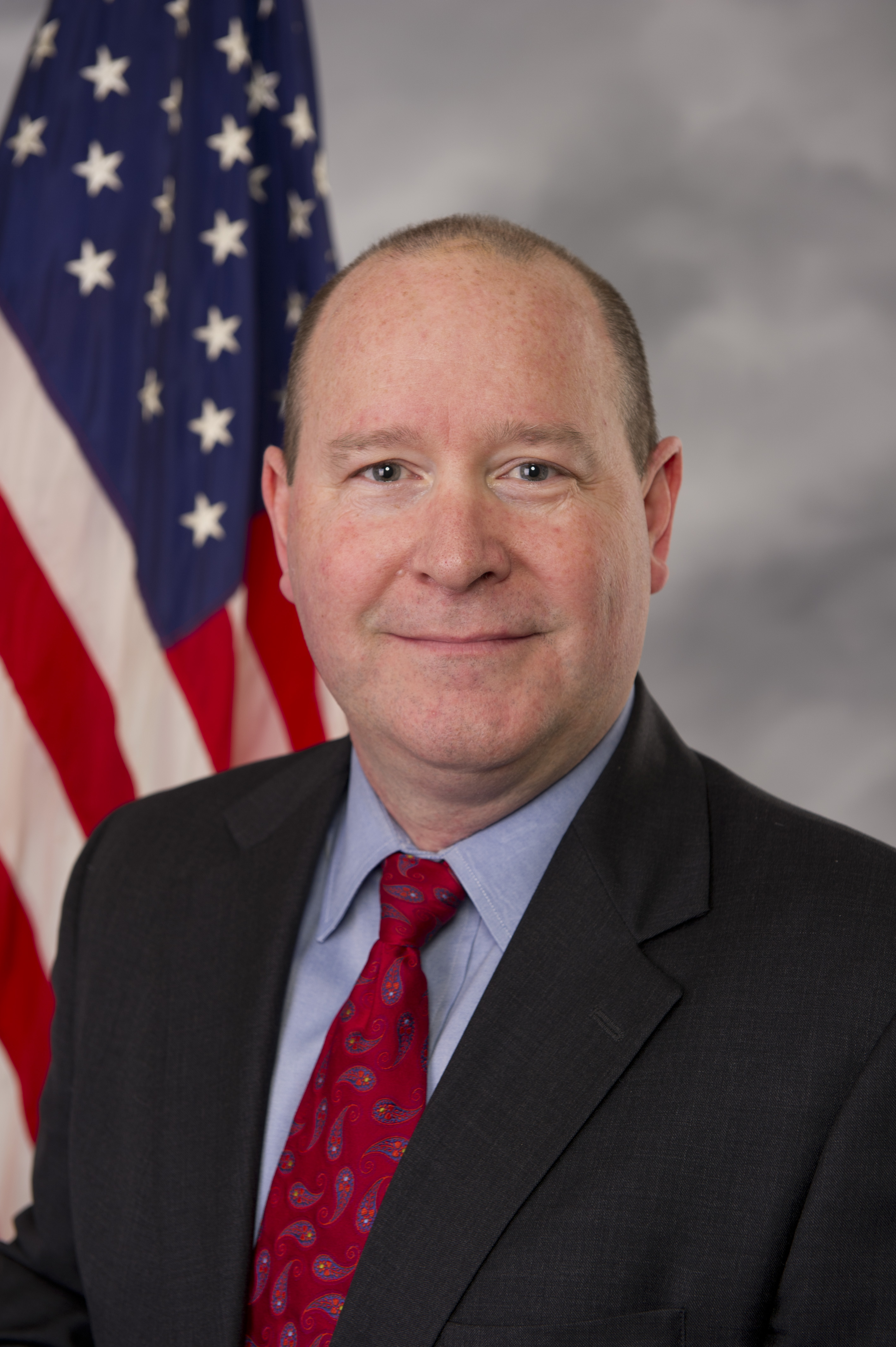
Larry Bucshon (2011)

Larry Dean Bucshon (* 31. Mai 1962 in Taylorville, Illinois) ist ein US-amerikanischer Politiker. Von 2011 bis 2025 vertrat er den Bundesstaat Indiana im US-Repräsentantenhaus.

## Werdegang
Larry Bushon wuchs in Kincaid im Christian County auf und studierte danach bis 1984 an der University of Illinois in Urbana. Nach einem anschließenden Medizinstudium an der University of Illinois in Chicago und seiner im Jahr 1989 erfolgten Zulassung als Arzt begann er in seinem neuen Beruf zu arbeiten. In der Folge wurde er an verschiedenen Krankenhäusern zum Herzspezialisten ausgebildet. Zwischen 1989 und 1999 gehörte Bucshon auch der Reserve der US Navy an.
Politisch schloss er sich der Republikanischen Partei an. Bei den Kongresswahlen des Jahres 2010 wurde er im achten Wahlbezirk von Indiana in das US-Repräsentantenhaus in Washington, D.C. gewählt, wobei er sich mit 57,5 Prozent der Stimmen gegen Trent Van Haaften, einen demokratischen Abgeordneten im Repräsentantenhaus von Indiana, durchsetzte; dieser Wahlsieg lag im Bundestrend zu Gunsten der Republikanischen Partei. Er trat am 3. Januar 2011 die Nachfolge des Demokraten Brad Ellsworth an, der sich erfolglos um einen Sitz im US-Senat beworben hatte. Nach sechs Wiederwahlen, zuletzt im November 2022, konnte er sein Amt vierzehn Jahre lang ausüben. 2024 trat er nicht erneut an. Mark Messmer wurde zu seinem Nachfolger gewählt.
Im Kongress war Bucshon Mitglied im Bildungs- und Arbeitsausschuss, im Ausschuss für Wissenschaft, Raumfahrt und Technologie sowie im Ausschuss für Verkehr und Infrastruktur. Insgesamt war er Mitglied in acht Unterausschüssen. Später wurde er Mitglied im Ausschuss für Handel und Energie sowie in drei von dessen Unterausschüssen. Er setzt sich unter anderem für die Aufhebung der im Jahr 2009 beschlossenen Gesundheitsreform ein. Er stimmte am 29. Oktober 2019 als einer von 11 Abgeordneten des Repräsentantenhauses gegen die Resolution, die die Ermordung und Deportation der Armenier im Osmanischen Reich als Völkermord klassifizierte.
Larry Bucshon hat mit seiner Frau Kathryn, einer Ärztin, vier Kinder.